# 1. Mot.-Schützendivision (NVA)
Die 1. Mot.-Schützendivision, kurz 1. MSD, anfangs als motorisierte Schützendivision bezeichnet und ehemals Mot.-Schützen-Division geschrieben, war ein Großverband der Nationalen Volksarmee der DDR.

## Geschichte

### Herkunft der militärischen Formationen

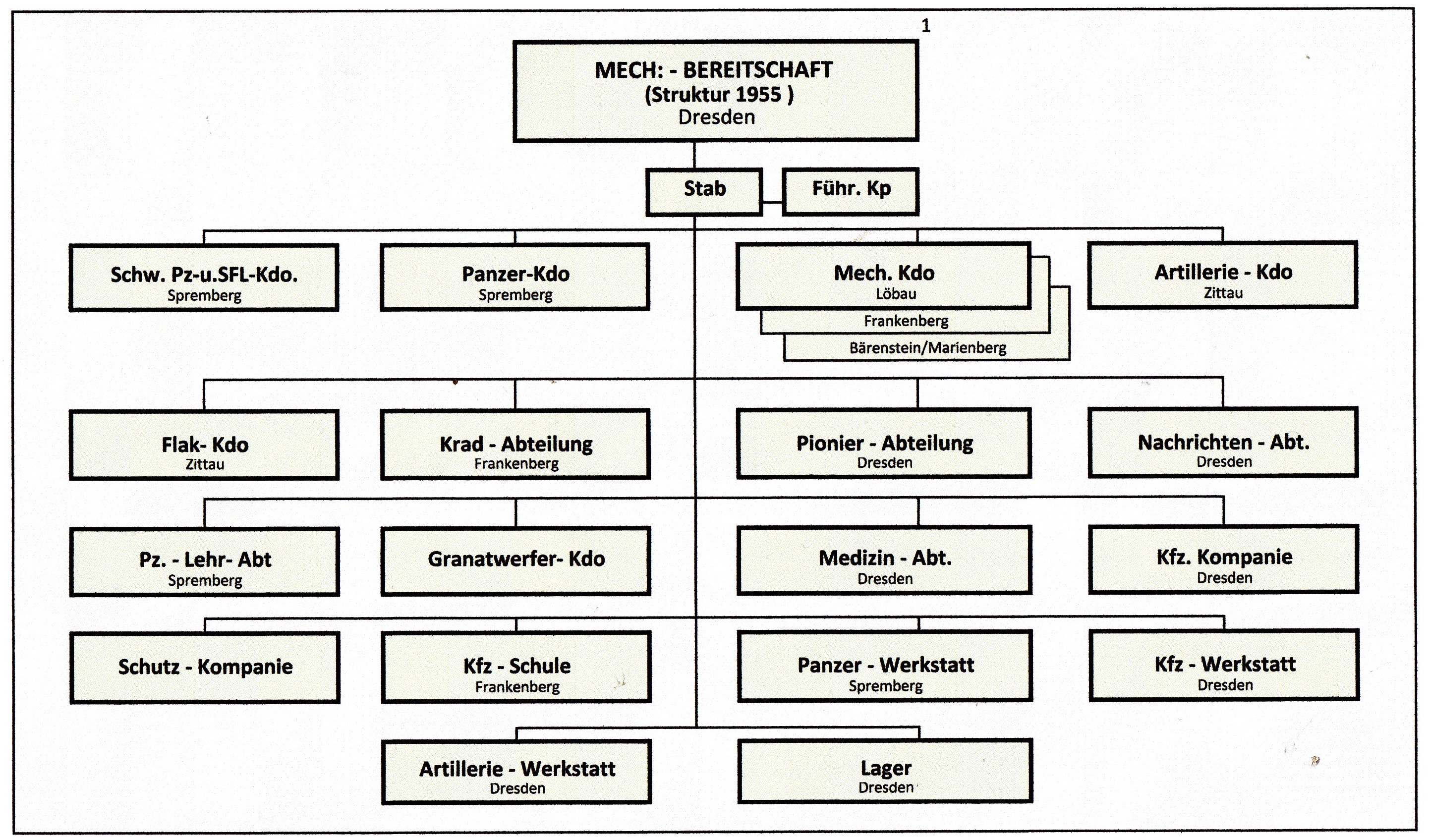
Gliederung der Mech.-Bereitschaft der KVP am Beispiel: Dresden (1955)

Bereits bei Schaffung der Kasernierten Volkspolizei (KVP) Anfang der 1950er Jahre wurden neben Infanterieverbänden auch mechanisierte Verbände aufgestellt, darunter die Mechanisierte KVP-Bereitschaft Schwerin Die maßgebliche Forderung aus der Sowjetunion nach originären DDR-Streitkräften bekam erst Öffentlichkeit, nachdem im November 1955 in der Bundesrepublik Deutschland die Bundeswehr geschaffen wurde.
Am 18. Januar 1956 verabschiedete die Volkskammer der DDR nach Rücksprache der SED-Führung mit dem ZK der KPdSU das Gesetz „über die Schaffung der Nationalen Volksarmee und des Ministeriums für Nationale Verteidigung“. Für die einsatzbereiten Formationen der KVP begannen de-facto bereits im Spätherbst 1955 die Vorbereitungen zur Umwandlung in reguläre Streitkräfte der DDR. Eine wichtige Orientierung für den Aufbau, die Struktur, Ausrüstung und Ausbildung gab Ende Januar 1956 die erste Tagung der Teilnehmerstaaten des Warschauer Vertrages. Die zu schaffenden bewaffneten Kontingente der NVA sollten in die Vereinten Streitkräfte integrierbar sein.
Vorgesehen war, nach sowjetischem Vorbild strukturierte Mechanisierte Divisionen (zwei MD), Infanteriedivisionen (drei ID) und Panzerdivisionen (drei PD) aufzustellen. Bereits im Sommer 1956 wurden auf der Grundlage neuester sowjetischer Vorstellungen über Aufbau, Ausrüstung und Einsatz der Streitkräfte Veränderungen erforderlich. Die im Aufbau befindlichen Infanteriedivisionen und Mechanisierten Divisionen der NVA wurden in Erweiterung des ursprünglichen Befehls 1/56 durch Befehl 99/56 des Ministers vom 17. Oktober 1956 in Mot.-Schützendivisionen bzw. in Panzerdivisionen umformiert.
Das zum 1. März 1956 gebildete Ministerium für Nationale Verteidigung (MfNV) ordnete diese Formationen den zwei Kommandos der Militärbezirke (Kdo MB III und Kdo MB V) der Landstreitkräfte zu. Aus dem Bestand der Kommandos wurde im Felddienst je ein Armeekommando gebildet. Dem KMB V (Standort Pasewalk/Neubrandenburg), als verantwortlichem militärischen Führungsorgan im Nordterritorium der DDR, wurde die aufzustellende 1. Mechanisierte Division/Mot.-Schützendivision (Standort des Stabes – Potsdam) zugeteilt. Ab 1972 wurde das Kommando Landstreitkräfte gebildet, das im Auftrag des MfNV die beiden Militärbezirke führte.

### Aufstellung und Auftrag der 1. MSD

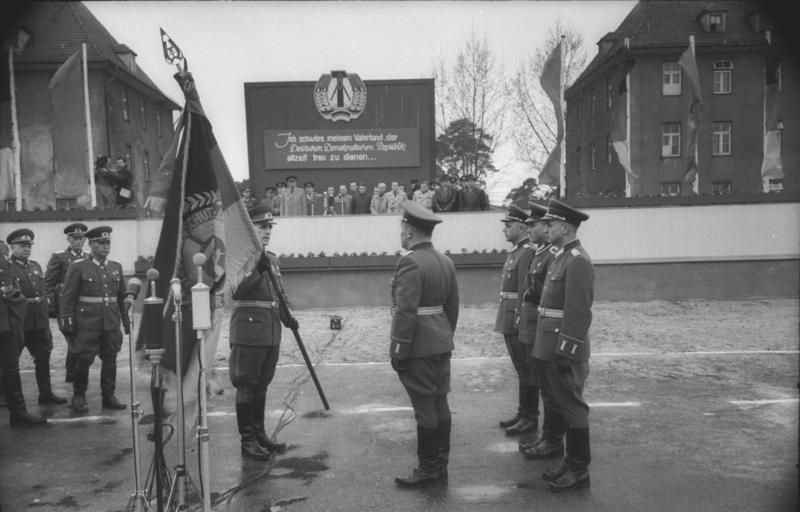
Übergabe der Truppenfahne an das MechR-1 als erstem NVA-Truppenteil durch den Minister, Willy Stoph, Oranienburg (30. April 1956)

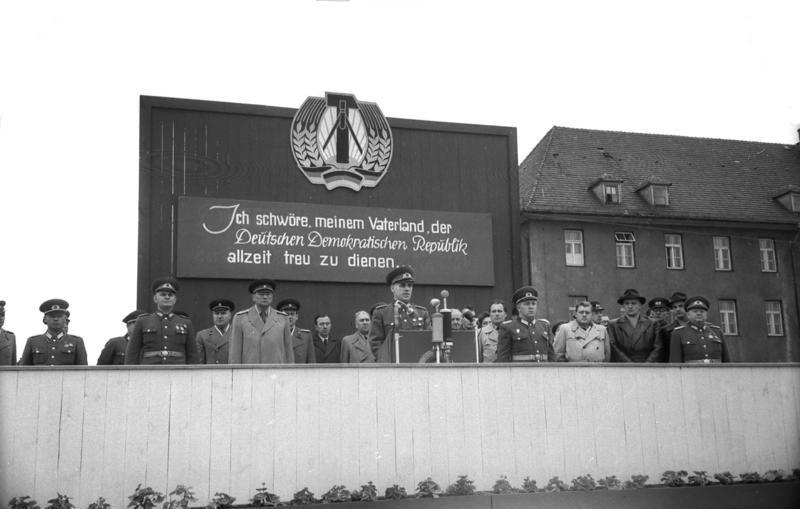
Appell zur Vereidigung im MechR-1 der 1. MD, als erster NVA-Truppenteil. Ansprache des Ministers für Nationale Verteidigung, Willy Stoph, Oranienburg (30. April 1956)

Die Division wurde ursprünglich am 30. April 1956 als 1. Mechanisierte Division aus der Mechanisierten Bereitschaft Potsdam der Kasernierten Volkspolizei (KVP) im Militärbezirk V aufgestellt. Die 1. MD war damit der erste offiziell aufgestellte Verband der NVA und nahm an der Parade zum 1. Mai 1956 teil.
Die 1. MD und wurde ab 1. Dezember 1956 laut Anordnung Nr. 106/56 des Chefs des Hauptstabes der NVA in 1. motorisierte Schützendivision (1. MSD) umbenannt und erhielt am 20. Dezember 1956 die Truppenfahne als 1. MSD.
Gliederungsgrundlage für die Schaffung dieses Verbandstyps war weitestgehend die Mot.-Schützendivision der Sowjetarmee. Ihre Struktur entsprach in späteren Jahren einem Personalbestand von nahezu 11.000 im Garnisonsdienst. Im Unterschied zu den sowjetischen Divisionen hatten die Mot.-Schützendivisionen der NVA keine Kampfhubschrauber und verfügten bei den Mot.-Schützen- und Panzerformationen über geringeren Kampfbestand.
Der Auftrag der 1. MSD bestand verfassungsgemäß darin, dass dieser taktische Verband der NVA im Bündnis mit den Koalitionsstreitkräften „das friedliche Leben der Bürger der DDR und aller Staaten der sozialistischen Gemeinschaft gegen jegliche Angriffe der aggressiven Kräfte … schützt und die Souveränität der DDR, ihre territoriale Integrität sowie Unverletzlichkeit ihrer Grenzen und ihrer staatlichen Sicherheit gewährleistet.“ Die Division war ab 1962 zu Handlungen im Bestand operativer Gruppierungen (Armee, Armeekorps) beliebiger Teilnehmerstaaten der Ersten Strategischen Staffel der Vereinten Streitkräfte auf dem Westlichen Kriegsschauplatz (WKSP) vorgesehen.

### Militärische Ausbildung in der 1. MSD
Die Ausbildung in der Division, bezeichnet als Gefechtsausbildung der Truppen, war darauf gerichtet, das militärische Handwerk gut zu erlernen. In nahen Standorträumen unterlag die Ausbildung keinerlei Einschränkungen durch die erhobene Forderung nach ständiger Gefechtsbereitschaft. Seit den 1970er Jahren, mit Einführung neuer Ausbildungsprogramme, verlief die Ausbildung in jedem Ausbildungshalbjahr (Dezember–Mai bzw. Juni–November) in fünf Etappen:

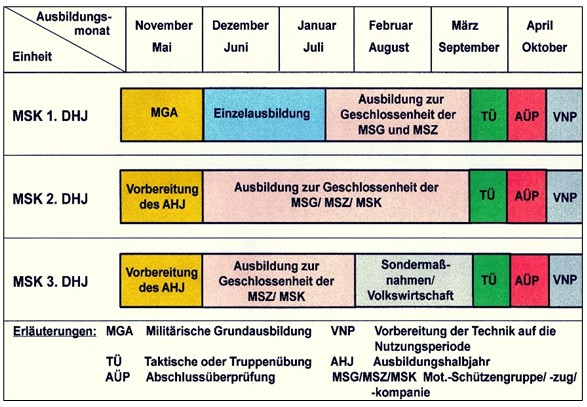
Ausbildungsetappen Mot.-Schützen Programm Landstreitkräfte ab 1981

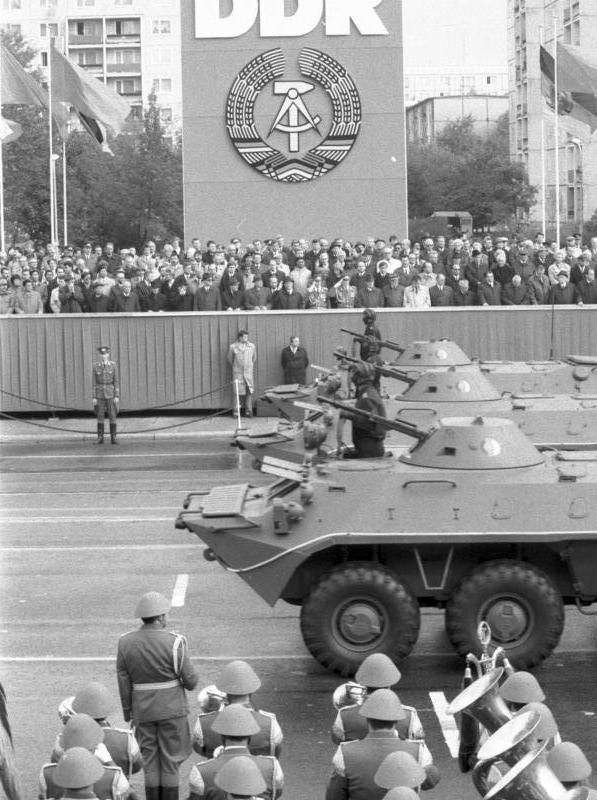
Paradetruppen des MSR-1 mit Schützenpanzerwagen SPW-70, Ehrenparade Oktober 1989, Ost-Berlin

- Militärische Einzelausbildung in der jeweiligen Dienststellung;
- Einheitsausbildung (Gruppe/Besatzung/Bedienung, Zug, Kompanie/Batterie) und „Komplexausbildung“ mehrerer Waffengattungen sowie die Herstellung der Geschlossenheit für Bataillone/Abteilungen;
- Taktische Übungen mit und ohne Gefechtsschießen;
- Abschlussüberprüfung oder Inspektion, in der Regel verbunden mit Truppenübungen der Truppenteile und der Division;
- Militärische Grundausbildung der Neueinberufenen sowie zeitgleich die Vorbereitung der Technik, Bewaffnung und Ausbildungsbasis auf die nächste Nutzungsperiode (Sommer oder Winter).

Aufgrund der operativen Bestimmung der 1. MSD in der „Berliner Gruppierung“ war im Ausbildungsprogramm Orts- und Häuserkampf aufgenommen. Seit Anfang der 1970er Jahre nutzten die Mot.-Schützenregimenter der 1. MSD die dazu ausgebauten Ausbildungsanlagen auf dem Truppenübungsplatz Streganz (der Grenztruppen) und auf dem Übungsplatz Belzig (des Ministeriums des Innern) sowie ab 1987 das neu erstellte Stadtkampfobjekt auf dem Truppenübungsplatz Lehnin (der Landstreitkräfte).
Aus dem Truppenbestand des Militärbezirks V, darunter aus der 1. MSD, wurden die Kräfte und Mittel für Ehrenparaden in der Hauptstadt der DDR, Berlin, gestellt. Für diese Verbände, Truppenteile und Einheiten waren modifizierte Ausbildungsetappen in der Einheitsausbildung vorgesehen.

### Übungstätigkeit in der 1. MSD
Im Zuge dieser Ausbildungsorganisation war gesichert, dass die Wehrdienstleistenden im Verlaufe ihrer Dienstzeit an ein bis zwei Übungen der Kompanie-/Batterie-Ebene und an einer gleichen Anzahl Übungen in der Bataillons-/Abteilungsebene teilnahmen.
Im Weiteren absolvierte die 1. MSD:
- im Zweijahres-Rhythmus eine Truppenübung der Division bzw. eine Kommandostabsübung für die Stäbe der Division und der Truppenteile, unter Teilnahme von Darstellungstruppen;
- in den Jahren ohne Divisionsübung leiteten die Führungsorgane der 1. MSD taktische Übungen der Regimenter (MSR, PR) mit und ohne Gefechtsschießen;
- die Teilnahme an Manövern im Koalitionsbestand (siehe unten).

### Höhere Bereitschaftsstufen in den 1960er Jahren

#### Handlungen der 1. MSD bei der Grenzsicherung zu West-Berlin (1961)
Der Ministerrat der DDR wurde formell am 11. August 1961 durch die Volkskammer der DDR beauftragt, zur Sicherung an der Staatsgrenze der DDR, einschließlich der Grenze zum Gebiet von West-Berlin, erforderliche Maßnahmen einzuleiten, die sich aus Vereinbarungen der Teilnehmerstaaten des Warschauer Vertrags ergaben. Ein Stab unter Leitung des Sekretärs des Nationalen Verteidigungsrats (NVR) der DDR, Erich Honecker, koordinierte die Handlungen. Der Vorsitzende des NVR, Walter Ulbricht, setzte am 12. August gegen 16 Uhr die vorbereiteten Befehle und Anweisungen in Kraft.
Die Nationale Volksarmee wurde am 13. August 1961 durch den Minister für Nationale Verteidigung in die Stufe „Erhöhte Gefechtsbereitschaft“ in den Kasernen versetzt und der Einsatz je eines diensthabenden Bataillons (einer Abteilung) in den Regimentern organisiert. Die Dienstzeit der im Herbst zu Entlassenden wurde zunächst bis Ende Dezember 1961 verlängert. Mit Befehl Nr. 01/1961 „zur Sicherung der Sektorengrenze und am Außenring von Westberlin“ wurde auch der Einsatz von Kräften und Mitteln der NVA befohlen.
Im Rahmen der Sicherungsmaßnahmen an den Sektorengrenzen und am Außenring von West-Berlin („Bau der Berliner Mauer“) bestand die erste Sicherungsstaffel unmittelbar an der Grenze aus Einheiten der Kampfgruppen der Arbeiterklasse, der Deutschen Grenzpolizei und der Deutschen Volkspolizei. Die Kräfte wurden am Abend des 12. August 1961 durch den Minister für Nationale Verteidigung, Armeegeneral Heinz Hoffmann, in ihre Aufgaben eingewiesen.
Als zweite Sicherungsstaffel in einer Tiefe von circa 1000 Meter hinter der Grenze waren die 1. Mot.-Schützendivision und die 8. Mot.-Schützendivision – gemeinsam mit Kräften der Gruppe der Sowjetischen Streitkräfte in Deutschland (GSSD) – eingesetzt.
Die 1. MSD war an den Sicherungsmaßnahmen mit mindestens 4200 Mann, 140 Panzern und 200 Schützenpanzerwagen beteiligt. Dazu gehörten aus dem Bestand der Division die Mot.-Schützenregimenter MSR-2 und MSR-3, das Panzerregiment PR-1, das Artilleriebataillon ArtlB-1, das Aufklärungsbataillon AB-1 sowie das Pionierbataillon PiB-1. Der Gefechtsstand der 1. MSD befand sich während dieses Einsatzes in der Kasernenanlage des Mot.-Schützenregimentes MSR-1, in Oranienburg.
Die Rückverlegung der Hauptkräfte der Division in die Standorte erfolgte  – entsprechend dem am 20. September 1961 erteilten Befehl Nr. 03/1961 des Ministers für Nationale Verteidigung – bis zum 22. September 1961.
Die Ausbildung der Freiwilligen im Herbst 1961 erfolgte in Ausbildungsregimentern.
Mit Beschluss des Ministerrats vom 9. Oktober 1961 wurde die Dienstzeit der im Herbst 1961 zur Entlassung stehenden, freiwillig Dienenden bis Ende April 1962 verlängert.

#### Handlungen der 1. MSD während der Kuba-Krise (1962)
Im Zusammenhang mit der angespannten militärpolitischen Lage zwischen den Vereinigten Staaten und der Sowjetunion in der „Kubakrise“ wurde erstmals am 23. Oktober 1962 die „Erhöhte Gefechtsbereitschaft“ für die Vereinten Streitkräfte des Warschauer Vertrags angewiesen. Laut Befehl Nr. 104/62 des Ministers stellte auch die 1. MSD die Höhere Bereitschaftsstufe her. Die damit verbundene Ausgangs- und Urlaubssperre, der Aufschub der Herbstentlassungen und die Aktivitäten der Mobilmachungsbereitschaft endeten am 21. November 1962.

#### Handlungen der 1. MSD zur Übung „WESNA“ (1965)
Ein bemerkenswertes Ereignis in der Geschichte der 1. MSD stellte die Herstellung der (zweiten) Höheren Bereitschaftsstufe und die Teilnahme an der operativ-strategischen Truppenübung von Land- und Luftstreitkräften der GSSD und NVA „WESNA“ im April 1965 unter der Leitung des Oberkommandierenden der Vereinten Streitkräfte des Warschauer Vertrages, Marschall der Sowjetunion A.A. Gretschko, westlich von Berlin dar. Sie ist vor dem Hintergrund der Ost-West-Auseinandersetzung über den politischen Alleinvertretungsanspruch der Bundesregierung zu betrachten.
Zit.: „[Erstmals 1955,] sechs Jahre nach der Konstituierung des 1. Deutschen Bundestages am 7. September 1949 in der provisorischen Bundeshauptstadt Bonn war das Bonner Parlament für eine Arbeitswoche in die alte Hauptstadt Berlin gekommen. West-Berlin gehörte nach dem Grundgesetz zwar zur Bundesrepublik Deutschland, durfte aber nicht von ihr regiert werden. Berlin stand unter alliiertem Vorbehalt. … Zehn Jahre währten die „Bonner Ausflüge“ nach West-Berlin, bis die Parlamentarier am 7. April 1965 zu ihrer vorläufig letzten Plenarsitzung in Berlin zusammenkamen.“
Diese im April 1965 in West-Berlin abgehaltene Bundestagssitzung, die von der UdSSR und ihren Verbündeten als politische Provokation der (west-)deutschen Bundesregierung betrachtet wurde, war ein Anlass für diese gemeinsame „Autobahnübung“ von Streitkräften der GSSD (SU) und der NVA (DDR) und die massive Inanspruchnahme des Luftraums in und um Berlin.
Im Verlauf dieser militärischen Machtdemonstration hatte etwa die 1. MSD die Autobahn Berlin–Magdeburg, die zeitweilig für den gesamten Fahrzeugverkehr gesperrt war, „für breit angelegte Manöver zu nutzen“.
Zit.: „Nach heftigen Protesten der Sowjetunion und der DDR unterließen die Abgeordneten in der Folge weitere Sitzungen. Ab 1971 wurden Sitzungen des Bundestages und der Bundesversammlung in Berlin durch die Alliierten gänzlich untersagt.“

#### Handlungen des MB V zum „Prager Frühling“ (1968)
Auf Druck der Bevölkerung der ČSSR begann die Tschechoslowakische KP (KPČS) unter Alexander Dubček im Frühjahr 1968 ein Liberalisierungs- und Demokratisierungsprogramm („Prager Frühling“) umzusetzen. Die sowjetischen Militärs zählten von Anfang an zu den entschiedensten Gegnern der Prager Reformer. Die Aufdeckung eines speziellen NATO-Operationsplanes „Zephir“ und die Information über die Errichtung eines Sonderstabes des NATO-Oberkommandos Europa zur „Bearbeitung des tschechoslowakischen Problems“ sowie das für Oktober 1968 nahe der Grenze zur ČSSR geplante Korps-Manöver der Bundeswehr „Schwarzer Löwe“ wurden von den Warschauer Vertragsstaaten als militärische Bedrohung bewertet.
Die Reaktion des Warschauer Paktes auf diese Lageeinschätzungen war die operativ-taktische und logistische Vorbereitung einer Intervention mittels Übungen und Manövern unter der Vorgabe als normale gemeinsame Ausbildungsmaßnahmen der verbündeten Streitkräfte. Anfang/Mitte Juli 1968, als sich die Lage in der Tschechoslowakei zuspitzte, stimmte Walter Ulbricht dem Vorschlag des Oberkommandierenden des Warschauer Paktes Marschall Jakubowski zu, auch NVA-Truppen aus dem Militärbezirk III, die 7. Panzerdivision und die 11. Mot.-Schützendivision an einer militärischen Intervention (Operation „Donau“ – ru. операция «Дунай») zu beteiligen.
Mit Auslösung der Stufe „Erhöhte Gefechtsbereitschaft“ für die gesamte NVA am frühen Morgen des 21. August 1968 stellte auch die 1. MSD in den Standorten die höhere Bereitschaftsstufe her. Am 11. September 1968 ging die 1. MSD zum normalen Dienstbetrieb (Stufe „Ständige Gefechtsbereitschaft“) über.

### Besondere Gruppierung Berlin mit 1. MSD

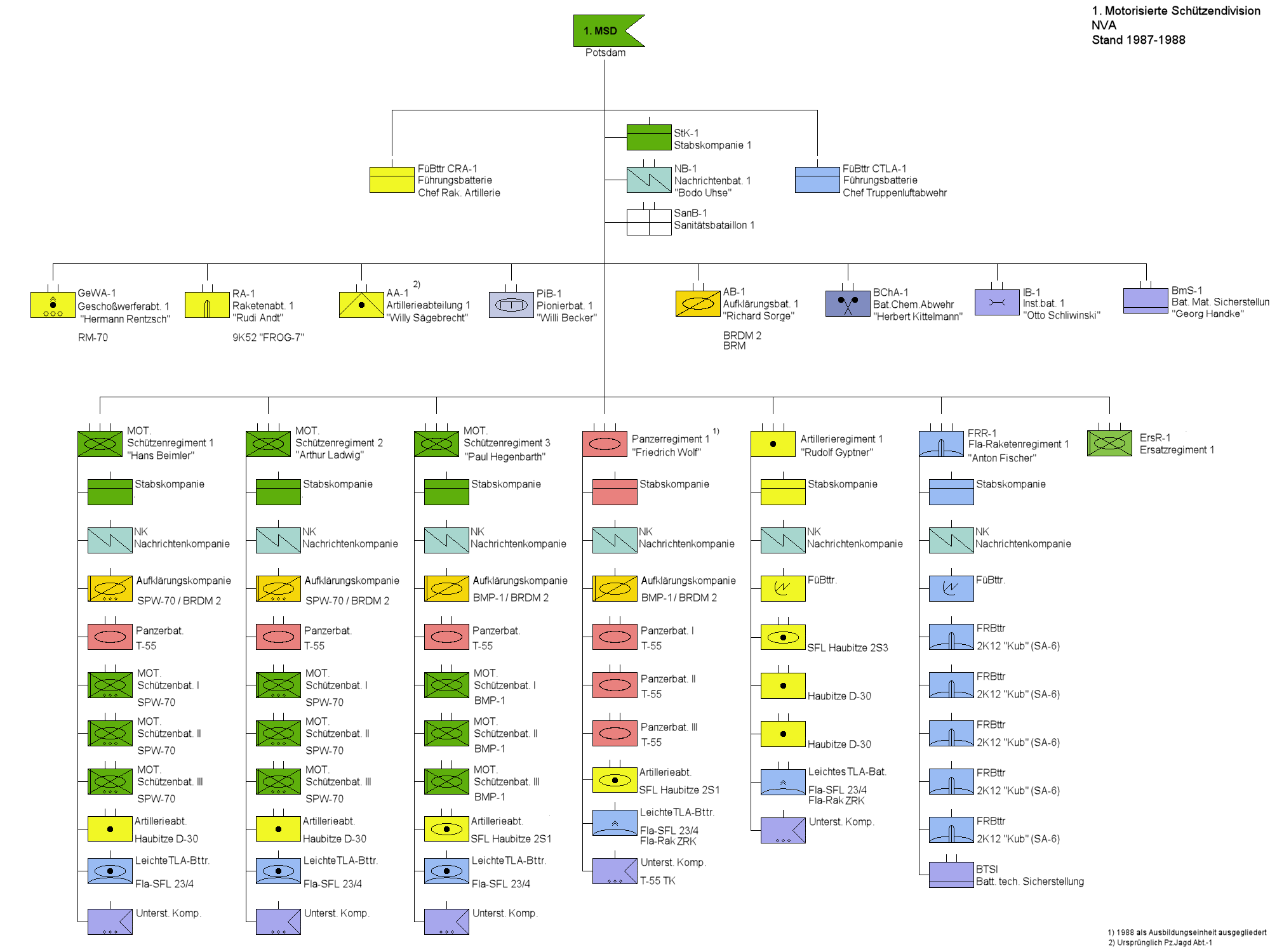
Gliederung der Division 1987–1988

West-Berlin war Gegenstand der militärischen Operativen Planungen in Ost und West.  „Einige westliche Militärs vermuten, dass die Pläne des Warschauer Paktes zur Eroberung Westberlins die Antwort auf die Organisation Live Oak gewesen seien, wie überhaupt die östliche Seite an die Gefahr eines westlichen Angriffs geglaubt habe.“
Für den Kriegsfall war die Bildung einer „Besonderen Gruppierung Berlin“ zur Durchführung der „Operation Zentrum“ vorgesehen. „Operation Zentrum“ (auch als „Operation Stoß“ bzw. „Operation Mitte“ zu finden) war die Bezeichnung für die geplante Einnahme Westberlins. Die 1. Mot.-Schützendivision war – gemeinsam mit einigen anderen Einheiten der NVA sowie Kräften der GSSD, der Kampfgruppen, den Regimentern des Grenzkommandos Mitte sowie den VP-Bereitschaften 18 und 19 – als Bestandteil der „Besonderen Gruppierung Berlin“ vorgesehen.
Die 1. MSD wurde mit Auslösung der (zweiten) Höheren Stufe „Gefechtsbereitschaft bei Kriegsgefahr“ oder auf besondere Weisung dem Bestand der „Besonderen Gruppierung“ zugeteilt und vom Befehlshaber mit Führungsorgan (gebildet aus dem Kommando Landstreitkräfte) geführt. Im November 1984 wurde mit einer überraschenden Überprüfung durch den Hauptstab der NVA, mit Beteiligung des Oberkommandos der Vereinten Streitkräfte, die Schaffung dieser Gruppierung trainiert. Kommandostabsübungen in den Folgejahren thematisierten die Umsetzung der Operativen Planung.
Die Gesamtstärke der Gruppierung betrug etwa 32.000 Mann. Ausgestattet war sie u. a. mit 400 Panzern, 400 Schützenpanzerwagen sowie 450 Geschützen und Granatwerfern. Die Übungen der Führungsorgane der Gruppierung wurden unter strengster Geheimhaltung im Rahmen der Ausbildungsmaßnahmen Turnier (1973) und Bordkante (1985–1988) durchgeführt.

### Einsatz der 1. MSD in der Wirtschaft und bei Katastrophen

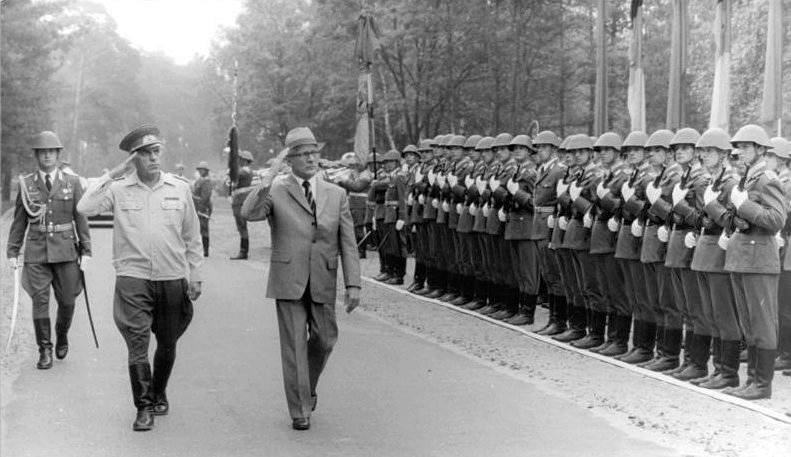
Erich Honecker schreitet 1984 eine Ehrenformation ab, gestellt durch das MSR-3 „Paul Hegenbart“

Mit Indienststellung erhielt die 1. MSD Aufgaben zum „Einsatz von Kräften und Mitteln in der Volkswirtschaft“ und zur Beseitigung von Katastrophenfolgen. Darunter waren:
- in den 1950er/1960er Jahren Erntehilfen im Sommer und Herbst sowie Hilfen in der Industrie;
- der pioniertechnische Ausbau der Staatsgrenze West (1961–1963) sowie der Flugplätze mit Splitterboxen (1967), die Wiederaufnahme von Minen in der Grenzzone (1984);
- die Abkommandierung von Fachkräften für die Chemie-, Mikroelektronik-, Kali-, Energie- und Braunkohle-Industrie sowie für das Verkehrswesen;
- Katastrophenhilfe (z. B. Hochwasser an Elbe; Kälteeinbruch 1979/80, 1986/87; Betriebshavarien).

Ab März 1989 wurden diese Kräfte durch die Ausbildungsbasis 4 (Abas-4, Standort Beelitz) zusammengefasst und geführt.

### Auswirkungen der DDR-Abrüstungsinitiative 1989
Am 23. Januar 1989 erklärte der Nationale Verteidigungsrat der DDR im Rahmen des politischen Dialoges zur Verminderung der Streitkräfte und konventionellen Rüstungen in Europa die Bereitschaft der DDR, einen konstruktiven einseitigen Beitrag zum Abrüstungsprozess zu leisten. Neben der Demobilisierung von 10.000 Soldaten sollten auch sechs Panzerregimenter und ein Fliegergeschwader aufgelöst werden.
Für die 1. MSD bedeutete die Umsetzung des Abrüstungsvorschlags die Auflösung des Panzerregiments PR-1 laut Befehl Nr. 35/89 des Ministers für Nationale Verteidigung vom 25. April 1989 in kurzer Zeit. Am Standort Beelitz wurde zum 1. November 1989 die Ausbildungsbasis 4 (Abas-4) laut Befehl Nr. 36/89 des Ministers für Nationale Verteidigung formiert, die über ein Panzer-Lehrbataillon, ein Mot.-Schützenbataillon (MSB) mit Arbeitskommandos (Volkswirtschaft) und Sicherstellungseinheiten verfügte.

### Kräfteeinsatz zur politischen Krise (Herbst 1989)
Die verschärften innenpolitischen Krisenerscheinungen in der DDR nach den Mai-Wahlen 1989 kulminierten im Spätherbst bei Demonstrationen in Städten der DDR. Zur Unterstützung der Polizeikräfte für die Abwehr eskalierender Gewalt wurden Kräfte der NVA als „nichtstrukturmäßige Hundertschaften“ an den Standorten bereitgestellt.
Am 7. Oktober 1989 war die 1. MSD u. a. mit folgenden Einheiten an der Ehrenparade der Nationalen Volksarmee zum 40. Jahrestag der DDR beteiligt: Soldaten des AB-1 „Dr. Richard Sorge“ in Schützenpanzerwagen, Soldaten des MSR-1 „Hans Beimler“ in Schützenpanzerwagen, Soldaten des AR-1 „Rudolf Gyptner“ mit 152-mm-Kanonenhaubitzen. Alle diese Abordnungen paradierten als Teil der motorisierten Einheiten über die Karl-Marx-Allee.
Im Rahmen der Ereignisse um die Öffnung der Grenze zu West-Berlin („Fall der Berliner Mauer“) ordnete SED-Generalsekretär Egon Krenz am Morgen des 10. November 1989 „Erhöhte Gefechtsbereitschaft“ für die 1. MSD und das Luftsturmregiment 40 an. Soldaten und SPW 70 wurden aufmunitioniert, ein Einsatzbefehl blieb aber aus. Die Erhöhte Gefechtsbereitschaft wurde am Nachmittag des nächsten Tages wieder aufgehoben.
Ende November 1989 komplizierte sich die personelle Auffüllung durch die vorzeitigen Entlassungen von Armeeangehörigen mit wichtigen Berufen (Reichsbahn, medizinischer Bereich u. a.). Hinzu kam die Entscheidung des Verteidigungsministers, Admiral Theodor Hofmann, die Grundwehrdienenden des dritten Diensthalbjahres vorzeitig Ende Januar 1990 (statt im April) zu entlassen und im Mai nicht wieder aufzufüllen sowie keine Reservisten einzuberufen.
Trotz dieser angespannten Lage gelang es bis zum 2. Oktober 1990 die Sicherheit für Personal, Kampftechnik, Bewaffnung und Munition in den Objekten zu gewährleisten.

### Auswirkungen des politischen Führungswechsels 1990

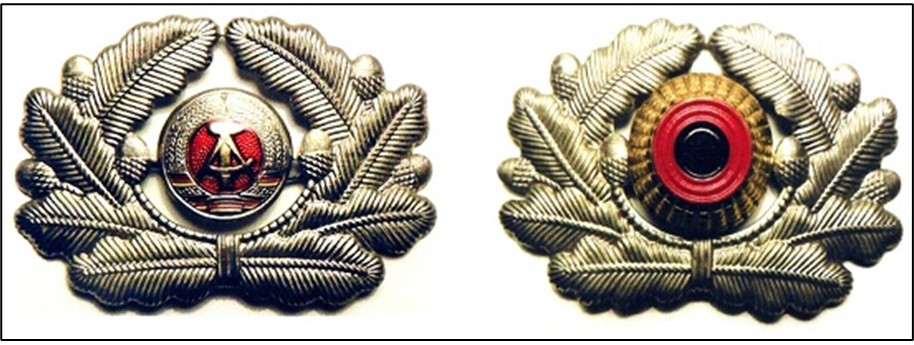
Austausch – NVA-Mützen-Kokarde, Staatswappen auf Schwarz-Rot-Gold, nach Führungswechsel Mitte 1990.

Die politischen Machtstrukturen, deren Bestandteil die 1. MSD war, mussten sich im Ergebnis der Volkskammerwahlen vom März 1990 einem politischen Führungswechsel unterziehen. Der neue Minister für Abrüstung und Verteidigung (MfAV), Rainer Eppelmann, nährte die Hoffnungen auf ein Fortbestehen eigenständiger Streitkräfte:
- Der Minister proklamierte in der Folgezeit eine 100.000-Mann-Armee.
- Er ließ die Angehörigen der Streitkräfte im Juli 1990 neu auf die Staatsflagge der DDR vereidigen.

Der Prozess einer Selbstkorrektur und Erneuerung des militärischen Lebens in der 1. MSD kam mit dem raschen deutschen Vereinigungsprozess spätestens Anfang August 1990 zum Erliegen.
Mit Befehl Nr. 48/90 des MfAV entfielen die Ehrennamen der Truppenteile der NVA. Durch Ministerbefehl erfolgte am 30. September 1990 die Entlassung sämtlicher Generale und des Hauptbestandes der Berufssoldaten mit einer dreißig- bis vierzigjährigen Dienstzeit.

### Auflösung der 1. MSD
Mit dem Beitritt der Deutschen Demokratischen Republik zur Bundesrepublik Deutschland wurde die NVA und damit ihr Strukturelement 1. Mot.-Schützendivision am 2. Oktober 1990 aufgelöst.
Den Vorgesetzten aller Stufen war es bis dahin trotz angespannter Lage gelungen, die Sicherheit in den militärischen Objekten zu gewährleisten, die Abmunitionierung der Gefechtstechnik zeitgerecht und ohne Verluste durchzuführen sowie alle sicherheitsrelevante Technik, Ausrüstung und Reserven auf eine vollzählige Übergabe vorzubereiten. Erkundungsgruppen des Heeres der Bundeswehr hatten ihre Tätigkeit in den Standorten der 1. MSD aufgenommen. Einzelne Heeresangehörige verblieben in den Standorten bis zur Übergabe. Der Divisionskommandeur, Oberst Peter Priemer, war mit der Vorbereitung der Übergabe betraut.
Per Ministerbefehl wurden Militärangehörige wie Zivilbeschäftigte der NVA aus ihren Verpflichtungen entlassen. An den Standorten fanden Abschlussappelle mit dem zivilen und militärischen Personal statt. Die Truppenfahnen wurden eingerollt und vom Platz getragen. Die verbleibenden Angehörigen der NVA hatten einen Bescheid über die Weiterverwendung in der Bundeswehr erhalten.
Mit dem Inkrafttreten des Einigungsvertrags übernahm der Bundesminister der Verteidigung am 3. Oktober 1990 die Befehls- und Kommandogewalt über die deutschen Streitkräfte im Osten Deutschlands. Die Truppenteile der bisherigen 1. MSD wurden ab dem 3. Oktober 1990 als Strukturelemente sowie mit dem verbliebenen Personal dem Bundeswehrkommando Ost  (Standort Strausberg) unterstellt und dem Wehrbereich VIII (Standort Neubrandenburg), Befehlshaber Generalmajor Ruprecht Haasler, angegliedert und vom bisherigen Kommandeur Oberst Peter Priemer bis zur Übergabe geführt.
Die militärischen Formationen und Objekte des ehemaligen Militärbezirks V wurden im neu geschaffenen Wehrbereich VIII zusammengefasst – seit 1991 als Division/Wehrbereichskommando VIII bezeichnet, jedoch 1995 in Wehrbereichskommando VIII/14. Panzergrenadierdivision umbenannt.

## Kommandeure der 1. MSD
| Damaliger Rang | Name               | Zeitraum                              |
| -------------- | ------------------ | ------------------------------------- |
| Oberst         | Erich Jäckel       | 30. April 1956 – 13. Mai 1957         |
| Oberstleutnant | Horst Stechbarth   | 15. Januar 1958 – 30. Mai 1959        |
| Oberst         | Helmut Klebsch     | 1. Juni 1959 – 15. Oktober 1959       |
| Oberst         | Leopold Gotthilf   | 15. Oktober 1959 – 31. August 1963    |
| Oberstleutnant | Walter Krysmann    | 1. November 1962 – 31. Oktober 1966   |
| Oberst         | Horst Skerra       | 1. November 1966 – 31. August 1969    |
| Oberst         | Heinz Koch         | 1. September 1969 – 31. August 1974   |
| Oberst         | Horst Zander       | 1. September 1974 – 31. Oktober 1978  |
| Oberst         | Siegfried Zabelt   | 1. November 1978 – 31. Oktober 1983   |
| Oberst         | Hans-Georg Löffler | 1. November 1983 – 30. September 1986 |
| Oberst         | Rolf Bogdanow      | 1. Oktober 1986 – 31. Mai 1988        |
| Oberst         | Peter Priemer      | 1. Juni 1988 – 2. Oktober 1990        |

## Organisation

### Angaben zur Gliederung, Struktur und Lage der 1. MSD (1990)
Die Gliederung, Struktur, Ausrüstung mit Technik und Bewaffnung der Truppenteile und Einheiten sowie die Standortbelegung in der 1. Mot.-Schützendivision unterlagen mehrfachen Veränderungen und Ergänzungen.
Die nachfolgende Tabelle bezieht sich auf die Strukturelemente und neun Standorte in der 1. MSD. (Lage am Jahresanfang 1990.) Hier nicht gezeigt: Vorangegangen war am Standort Beelitz im Oktober 1989 die Auflösung des Panzerregiments PR-1 und gleichzeitige Formierung der Ausbildungsbasis Abas-4 sowie die Auflösung der Raketenabteilung RA-8 am Standort Nauen (Groß-Behnitz).
| Einheit                                                     | Ehrenname          | Stationierung                                                          |
| ----------------------------------------------------------- | ------------------ | ---------------------------------------------------------------------- |
| Mot.-Schützenregiment MSR-1                                 | Hans Beimler       | Oranienburg (Julius-Fučík-Kaserne) (Lage)                              |
| Mot.-Schützenregiment MSR-2                                 | Arthur Ladwig      | Stahnsdorf (Lage)                                                      |
| Mot.-Schützenregiment MSR-3                                 | Paul Hegenbart     | Brandenburg an der Havel (Hohenstücken (Paul-Hegenbart-Kaserne), Lage) |
| Panzerregiment PR-1                                         | Friedrich Wolf     | Beelitz (Lage)                                                         |
| Artillerieregiment AR-1                                     | Rudolf Gyptner     | Lehnitz (Lage)                                                         |
| Raketenabteilung RA-1                                       | Rudi Arndt         | Nauen (Groß Behnitz) (Rudi Arndt Kaserne) (Lage)                       |
| Geschosswerferabteilung GeWA-1                              | Hermann Rentzsch   | Beelitz (Lage)                                                         |
| Artillerieabteilung 1 (bis 1986 Panzerjägerabteilung PJA-1) | Willy Sägebrecht   | Beelitz (Lage)                                                         |
| Fla-Raketenregiment FRR-1                                   | Anton Fischer      | Brück (Lage)                                                           |
| Aufklärungsbataillon AB-1                                   | Dr. Richard Sorge  | Beelitz (Lage)                                                         |
| Pionierbataillon PiB-1                                      | Willi Becker       | Brandenburg/Havel (Kirchmöser) (Lage)                                  |
| Bataillon Chemische Abwehr BChA-1                           | Herbert Kittelmann | Oranienburg (Lehnitz) (Lage)                                           |
| Nachrichtenbataillon NB-1                                   | Bodo Uhse          | Eiche (Potsdam) (Lage)                                                 |
| Instandsetzungsbataillon IB-1                               | Otto Schliwinski   | Potsdam (Berliner Straße) (Lage)                                       |
| Bataillon Materielle Sicherstellung BMS-1                   | Georg Handke       | Damsdorf (Georg-Handke-Kaserne) (Lage)                                 |
| Sanitätsbataillon SanB-1                                    |                    | Damsdorf (Lage)                                                        |
| Empfangspunkte Ersatzregiment 1                             |                    | Damsdorf (Lage)                                                        |

### Angaben zur Herkunft und Entwicklung der Truppenteile/Einheiten der 1. MSD

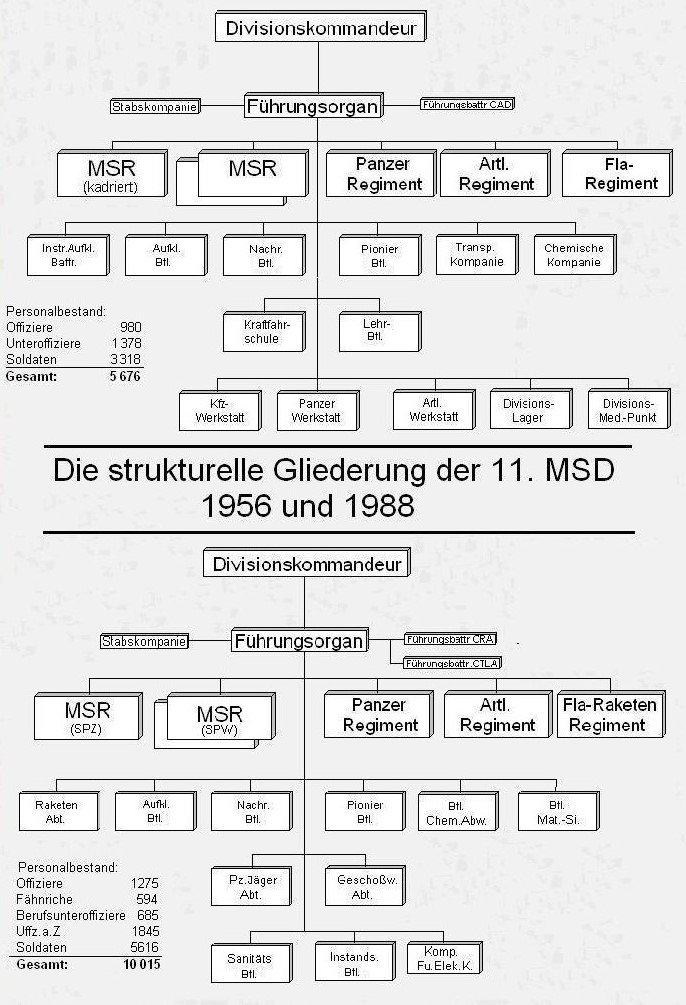
Gliederung der einer MSD (NVA)
im Vergleich 1956–1988, z. B. 11. MSD

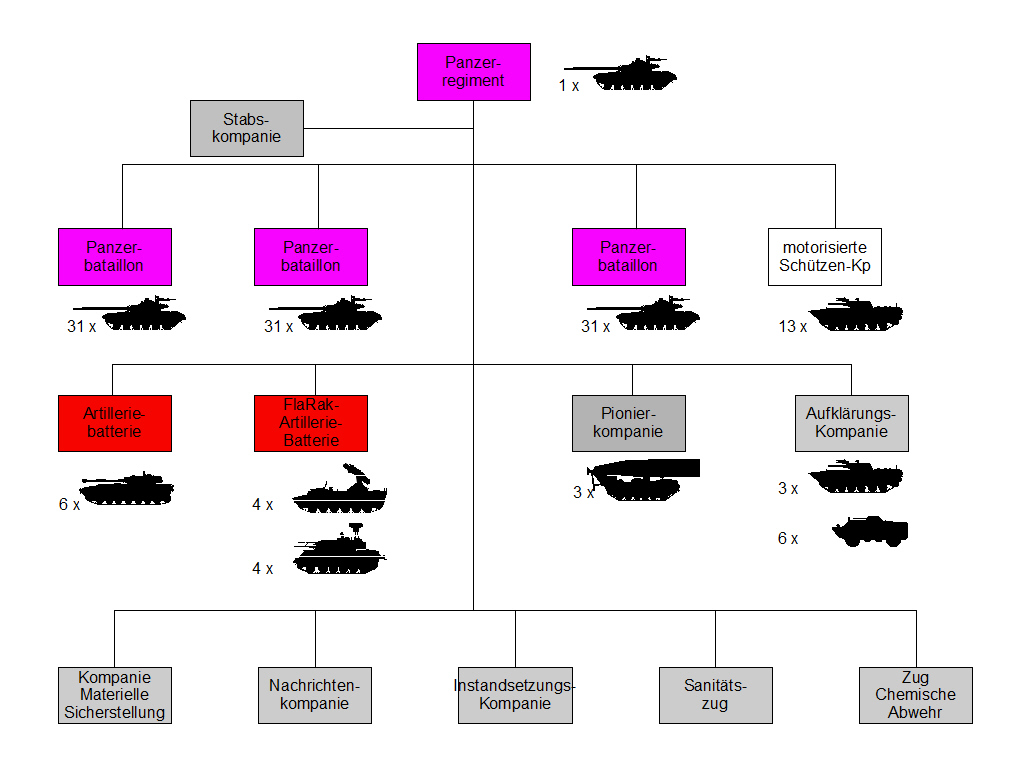
Gliederung eines Panzerregiments der Nationalen Volksarmee

Gliederungsgrundlage für die Schaffung dieses Verbandstyps war anfangs weitestgehend die Mot.-Schützendivision der Sowjetarmee. Die Gliederung, Struktur, Ausrüstung mit Technik und Bewaffnung der Truppenteile und Einheiten sowie die Standortbelegung in der 1. Mot.-Schützendivision unterlagen mehrfachen Veränderungen und Ergänzungen. Ihre Struktur entsprach in späteren Jahren einem Personalbestand von nahezu 11.000 im Garnisonsdienst. Im Unterschied zu den sowjetischen Divisionen hatten die Mot.-Schützendivisionen der NVA keine Kampfhubschrauber und verfügten bei den Mot.-Schützen- und Panzerformationen über geringeren Kampfbestand.

Gliederung einer Panzerdivision
und einer Mot.-Schützendivision (NVA)

Die nachfolgende Tabelle bezieht sich auf die Herkunft der Formationen aus der KVP und die Entwicklung der Strukturelemente und Standorte in der 1. MSD.
| KVP Kommando, Einheit, Einrichtungen                    | NVA seit Jahr | NVA Standort und Veränderungen                                                                        | NVA Truppenteil, Einheit, Einrichtung Bezeichnung, Abkürzung                                          | aufgestellt/ umformiert Datum | Truppenfahne TF verliehen am Ehrenname (seit) |
| ------------------------------------------------------- | ------------- | --- | --- | --- | --------------------------------------------- |
| Mechanisierte KVP-Bereitschaft Potsdam / Führung, Stab  | 1956          | - Potsdam (Leninallee) (Lage)                                                                         | 1. Mechanisierte Division Führung, Stab / 1. MD - 1. Mot.-Schützendivision Führung, Stab / 1. MSD     | - 30.04.1956 aufgestellt - Dezember 1956 umbenannt - Februar 1957 Bewaffnung einsatzbereit | TF 20.12.1956                                 |
| Kräfte/Mechanisierte KVP-Bereitschaft                   | 1956          | - Oranienburg (Julius-Fučík-Kaserne) (Lage)                                                           | Mechanisiertes Regiment MR-1 - Mot.-Schützenregiment MSR-1                                            | - 30.04.1956 aufgestellt - 15.12.1956 umbenannt | TF 30.04.1956 Hans Beimler (01.03.1966)       |
| Mechanisierte KVP-Bereitschaft                          | 1956          | - Potsdam (Ruinenberg) - Stahnsdorf (Lage)                                                            | Mechanisiertes Regiment MR-2 - Mot.-Schützenregiment MSR-2                                            | - 30.04.1956 aufgestellt - Dezember 1956 umbenannt - 04.05.1958 verlegt n. Stahnsdorf | TF 05.10.1957 Arthur Ladwig (22.09.1968)      |
| Kräfte/Mechanisierte KVP-Bereitschaft                   | 1956          | - Brandenburg an der Havel (Hohenstücken (Paul-Hegenbart-Kaserne), Lage)                              | Infanterieregiment IR-3 - Mot.-Schützenregiment MSR-3                                                 | - 01.05.1956 aufgestellt - Dezember 1956 umbenannt - 1980 verlegt n. Hagenow | TF 01.03.1960 Paul Hegenbart (01.03.1976)     |
| Schweres C-Kommando und SFL-Kommando der KVP            | 1956          | - Burg - Beelitz (Lage)                                                                               | Panzer- und SFL-Regiment PzSFLR-1 - Panzerregiment PR-1                                               | - 30.04.1956 aufgestellt - Dezember 1956 umbenannt PR-1 - 01.12.1983 verlegt n. Beelitz - 01.12.1989 aufgelöst.                                                                                  | TF 01.03.1958 Friedrich Wolf (07.10.1969)     |
| C-Lehrabteilung der KVP                                 | 1956          | - Burg (Waldfrieden) (Lage)                                                                           | (Panzer-)Lehrbataillon LB-1                                                                           | - 30.04.1956 aufgestellt - 25.09.1961 aufgelöst |                                               |
| B-Kommando                                              | 1956          | - Oranienburg - Lehnitz (Lage)                                                                        | Artillerieregiment AR-1 - Artillerieregiment AR-1                                                     | - 31.03.1956 - 12.12.1956 neu aufgestellt - 02.05.1963 umformiert - 01.11.1974 umformiert - 03.01.1975 verlegt n. Lehnitz - Mai/Juni 1981 umgerüstet                                             | TF 07.10.1959 Rudolf Gyptner (28.02.1967)     |
|                                                         | 1974          | - Klietz - Beelitz (Lage)                                                                             | - Geschosswerferabteilung GeWA-1                                                                      | - 01.11.1974 aufgestellt - 01.11.1986 verlegt n. Beelitz | TF 1978 Hermann Rentzsch (28.02.1987)         |
|                                                         | 1974          | - Klietz - Beelitz (Lage)                                                                             | - Panzerjägerabteilung PJA-1 - Artillerieabteilung AA-1 (ab 1986)                                     | - 01.11.1974 aufgestellt - 01.11.1986 verlegt n. Beelitz - 01.12.1986 neu aufgestellt | TF 1978 Willy Sägebrecht (28.02.1987)         |
|                                                         | 1963          | - Brück - Nauen (Groß Behnitz) (Rudi Arndt Kaserne) (Lage)                                            | selbstständige Artillerieabteilung sAA-1 - Raketenabteilung RA-1                                      | - 01.02.1963 aufgestellt - 07.10.1967 umbenannt - 11.04.1964 verlegt n. Groß-Behnitz - 30.09.1990 Auflösung                                                                                      | TF ? Rudi Arndt (24.10.1986)                  |
| S-5-Abteilung                                           | 1956          | - Potsdam (Ruinenberg) - Potsdam (Behlertstraße) - Brück (Lage)                                       | Flakregiment FR-1 - Flakabteilung FA-1 - Flakregiment FR-1 - Fla-Raketenregiment FRR-1                | - 30.04.1956 aufgestellt - 01.10.1961 umformiert - 01.11.1974 umgegliedert - 01.11.1980 umformiert                                                                                               | TF 07.10.1958 Anton Fischer (22.02.1976)      |
| S-1 Kradschützenbataillon der Kasernierten Volkspolizei | 1956          | - Potsdam (Ruinenberg) - Nauen (Groß Behnitz) - Lehnin - Beelitz (ab 1981) (Lage)                     | Aufklärungsbataillon AB-1 - Aufklärungskompanie AklK-1 - Aufklärungsbataillon AB-1                    | - 30.04.1956 aufgestellt - 01.10.1961 verlegt und kadriert - 01.01.1963 verlegt n. Groß Behnitz - 01.12.1965 verlegt und neu aufgestellt - 01.05.1968 umformiert - 01.12.1981 verlegt n. Beelitz | TF 01.03.1961 Richard Sorge (21.09.1984)      |
| D-1-Abteilung Potsdam                                   | 1956          | - Eiche (Potsdam) (Lage)                                                                              | Nachrichtenbataillon NB-1                                                                             | - 30.04.1956 aufgestellt | TF 19.10.1960 Bodo Uhse (06.10.1986)          |
| D-2-Abteilung                                           | 1956          | - Brandenburg/Havel (Kirchmöser) (Lage)                                                               | Pionierbataillon PiB-1                                                                                | - 30.04.1956 aufgestellt | TF 01.03.1959 Willy Becker (01.03.1975)       |
| Schutz-Kompanie                                         | 1956          | - Potsdam (Ruinenberg) - Burg - Oranienburg (Lehnitz) (Lage)                                          | Chemische Kompanie ChK-1 - Kompanie Chemische Abwehr KChA-1 - 1977 Bataillon Chemische Abwehr BChA-1  | - 30.04.1956 aufgestellt - 01.10.1961 umbenannt - 01.12.1976 verlegt und neu aufgestellt - 01.06.1986 verlegt n. Oranienburg (Lehnitz)                                                           | TF 1978 Herbert Kittelmann (28.02.1968)       |
| Kfz.-Kompanie                                           | 1956          | - Potsdam (Ruinenberg) - Damsdorf (Georg-Handke-Kaserne) (Lage)                                       | Transportbataillon TB-1 - Kfz.-Transportbataillon KfzTB-1 - Bataillon Materielle Sicherstellung BMS-1 | - 30.04.1956 aufgestellt - 28.09.1961 aufgestellt - 15.07.1973 verlegt n. Damsdorf - 01.12.1981 umformiert                                                                                       | TF 01.03.1968 Georg Handke (03.06.1986)       |
| Sanitätsabteilung                                       | 1956          | - Potsdam (Eiche) - Potsdam (Drewitz) - Potsdam (Ruinenberg) - Damsdorf (Georg-Handke-Kaserne) (Lage) | Divisions-Med.-Punkt DMP-1 - Sanitätsbataillon SanB-1                                                 | - 30.04.1956 aufgestellt - August 1961 umbenannt - 20.10.1967 verlegt n. Karow - 21.07.1973 verlegt n. Damsdorf                                                                                  | TF 1980                                       |
|                                                         | 1971          | - Potsdam (Berliner Straße) (Lage)                                                                    | Instandsetzungsbataillon IB-1                                                                         | - 01.12.1971 aufgestellt | Otto Schliwinski (01.03.1986)                 |

## Ausrüstung

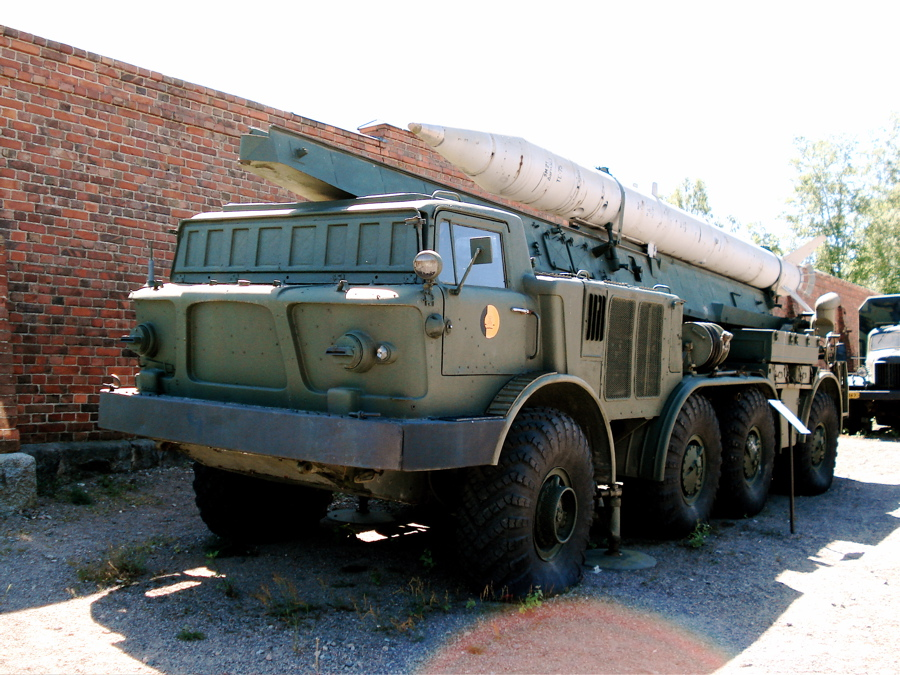
FROG-7B (Luna-M) der NVA

Die Division war bei Aufstellung mit T-34-Panzern ausgestattet, die bis weit in die 1960er Jahre eingesetzt wurden. Noch am 1. März 1968 waren von 190 Panzern der Division 186 vom Typ T-34 und nur 4 Typ T-55. In den 1970er und 1980er Jahren wurde die Umrüstung weitergeführt und mit der vollständigen Ausstattung mit T-55 Panzern Ende der 1980er Jahre abgeschlossen.
Bei ihrer Aufstellung wurden die Mot-Schützen-Verbände der Division mit BTR-40 (SPW-40) und BTR-152 (SPW-152) Schützenpanzern ausgestattet. Mitte der 60er Jahre liefen dann BTR-60 (SPW-60) sowie ab 1978 BTR-70 (SPW-70) und BMP-1 zu.
Der Istbestand 1990 umfasste:
- 4 Startrampen 9K52 Luna-M
- 214 T-55
- 112 BMP
- 279 SpW 70
- 162 Geschütze und Geschosswerfer[3]

## Ehrungen
- 1. Oktober 1984: Karl-Marx-Orden[105]